# Meridià 122 a l'oest
El meridià 122 a l'oest de Greenwich és una línia de longitud que s'estén des del pol Nord travessant l'oceà Àrtic, Amèrica del Nord, el Golf de Mèxic, l'oceà Pacífic, l'oceà Antàrtic, i l'Antàrtida fins al pol Sud.
El meridià 122 a l'oest forma un cercle màxim amb el meridià 58 a l'est. Com tots els altres meridians, la seva longitud correspon a una semicircumferència terrestre, uns 20.003,932 km. Al nivell de l'Equador, és a una distància del meridià de Greenwich de 13.581 km.
El meridià 122 a l'est és el Setè Meridià del Dominion Land Survey al Canadà.

## De Pol a Pol
Començant en el pol Nord i dirigint-se cap al pol Sud, aquest meridià travessa:
| Coordenades                               | País, territori o mar | Notes |
| ----------------------------------------- | --------------------- | --- |
| 90° 0′ N, 122° 0′ O / 90.000°N,122.000°O  | Oceà Àrtic            | |
| 76° 26′ N, 122° 0′ O / 76.433°N,122.000°O | Canadà                | Territoris del Nord-oest — Illa del Príncep Patrick |
| 76° 2′ N, 122° 0′ O / 76.033°N,122.000°O  | Estret de McClure     | |
| 74° 31′ N, 122° 0′ O / 74.517°N,122.000°O | Canadà                | Territoris del Nord-oest — Illa de Banks |
| 71° 19′ N, 122° 0′ O / 71.317°N,122.000°O | Golf d'Amundsen       | |
| 69° 48′ N, 122° 0′ O / 69.800°N,122.000°O | Canadà                | Territoris del Nord-oest — travessa el Gran Llac dels Ossos Colúmbia Britànica des de 60° 0′ N, 122° 0′ O / 60.000°N,122.000°O                                                                              |
| 49° 0′ N, 122° 0′ O / 49.000°N,122.000°O  | Estats Units          | Washington Oregon — des de 45° 37′ N, 122° 0′ O / 45.617°N,122.000°O Califòrnia — des de 42° 1′ N, 122° 0′ O / 42.017°N,122.000°O passa a l'oest de San José (a 37° 20′ N, 121° 54′ O / 37.333°N,121.900°O) |
| 36° 58′ N, 122° 0′ O / 36.967°N,122.000°O | Oceà Pacífic          | |
| 60° 0′ S, 122° 0′ O / 60.000°S,122.000°O  | Oceà Antàrtic         | |
| 73° 35′ S, 122° 0′ O / 73.583°S,122.000°O | Antàrtida             | Territori no reclamat |